# Тарака Ратна
Нандамури Тарака Ратна (телугу నందమూరి తారకరత్న; 22 февраля 1983, Хайдарабад — 18 февраля 2023, Бангалор) — индийский актёр, снимавшийся в фильмах на телугу. Лауреат кинопремии «Нанди» за лучшую отрицательную роль.

## Биография
Тарака Рам родился 22 февраля 1983 года в Хайдарабаде. Его отец — кинооператор Нандамури Моханакришна, а дед — знаменитый актёр кино на телугу и политик Нандамури Тарака Рама Рао.
Как и многие представители семьи Нандамури, Тарака Ратна решил связать свою жизнь с кино. Благодаря помощи родственников он подписал контракт сразу на девять фильмов. Первым в прокат с его участием вышла мелодрама Okato Number Kurraadu 2002 года. Впоследствии он снялся примерно в 20 фильмах, в том числе Yuva Rathna (2002), Bhadradri Ramudu (2004) и Nandeeswarudu (2012), но особого успеха не добился, хотя его первый фильм стал музыкальным хитом. 
За роль антагониста в триллере Amaravathi (2009) он получил премию «Нанди» в категории «Лучший злодей». В последний раз актёр появился на экранах в веб-сериале от Disney+ Hotstar 9 Hours в роли инспектора Пратапа.
Тарака Ратна внезапно потерял сознание 27 января 2023 года во время участия в падаятре своего двоюродного брата и лидера партии Телугу Десам Нары Локеша и скончался в больнице Бангалора спустя 23 дня.
У него остались жена Алекия Редди и трое детей: Нишика, Танай Рам и Рея.